# Abdullah al-Hamdan
Abdullah al-Hamdan (arabisch عبدالله الحمدان; * 12. September 1999) ist ein saudi-arabischer Fußballspieler.

## Karriere

### Verein
Ende Januar 2018 wechselte er auf Leihbasis bis zum Ende der laufenden Saison aus der U23 von al-Shabab in die U19 von Sporting Gijón. Nach der Leihe war er eine weitere Spielzeit in der Jugend von al-Shabab aktiv und wechselte zur Spielzeit 2019/20 in die erste Mannschaft. Seit Februar 2021 spielt er für al-Hilal. Hier gewann er mit seiner Mannschaft in seiner ersten Saison die Meisterschaft.

### Nationalmannschaft
Mit der U20 spielte er bei der Asienmeisterschaft 2018 in jeder Partie der Gruppenphase.
Mit der U23 spielte er bei der Asienmeisterschaft 2020, wo die Mannschaft im Finale Südkorea nach Verlängerung mit 0:1 unterlag.
Am 5. September 2019 hatte er sein Debüt in der A-Nationalmannschaft beim 1:1-Freundschaftsspiel gegen Mali in der Startelf und war an dem Tor zum 1:1 in der 53. Minute von Salem al-Dawsari entscheidend beteiligt. In der 89. Minute wurde er für Abdulfattah Asiri ausgewechselt.
Bei den Olympischen Spielen 2020 in Tokio spielte er gegen die Elfenbeinküste und gegen Brasilien ein paar Minuten, jeweils nach Einwechselung.